# Iglesia de Nuestra Señora Reina de la Paz

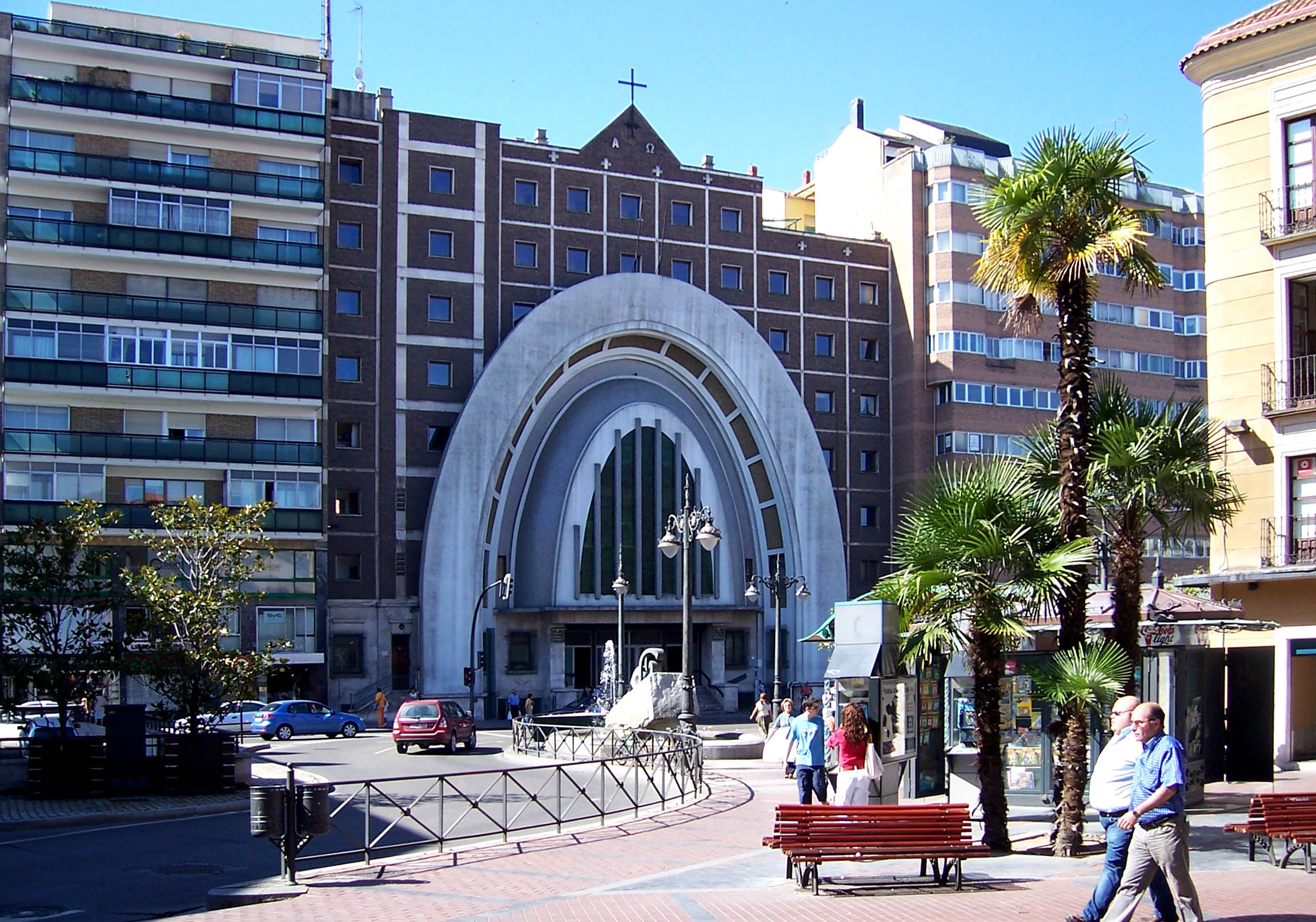
La plaza de España con la iglesia al fondo

La iglesia de Nuestra Señora Reina de la Paz es un templo moderno ubicado en la plaza de España de Valladolid que pertenece a la Orden de los Capuchinos. 

## Antecedentes
La céntrica iglesia de Nuestra Señora de la Paz se levanta sobre el solar antaño ocupado por el convento de San Felipe de la Penitencia. Todo tiene su origen en un centro ideado por el dominico Fray Bernardino de Minaya como casa de recogida para mujeres mundanas y aventureras, para que en ella expiaran sus pecados. Para tal fin, el licenciado Medrano cedió una casa en la calle Francos (actual Juan Mambrilla), donde en 1530 se fundó la Casa de Arrepentidas de Santa María Magdalena, administrada por los dominicos de San Pablo.
Veinte años después, debido al enorme número de religiosas dominicas profesas, solicitaron ayuda al rey para edificar un convento de mayores dimensiones, recibiendo del Concejo de la Villa, por orden de Felipe II, un terreno a extramuros junto a la puerta de Teresa Gil, en el llamado Campillo de San Andrés (actual Plaza de España). Terminada la construcción, en homenaje y agradecimiento al rey, el convento se puso bajo la advocación de San Felipe, con la connotación de la Penitencia. El proceso culminó en 1605 con la fundación de la Casa Pía de la Aprobación, promovida por la madre Magdalena de San Jerónimo junto a la iglesia de San Nicolás, un correccional para "mujeres enamoradas" y centro de vocaciones para ingresar en San Felipe.
La espaciosa iglesia del convento de San Felipe de la Penitencia, de suma austeridad exterior, fue financiada por don Juan de Valencia y don Juan de Sabauza, que adquirieron el patronato. La cabecera lindaba con la actual calle de Panaderos, donde estuvo colocado un retablo encargado a Pedro de la Cuadra que presentaba al santo titular en la hornacina central, cuatro santos dominicos a los lados, un banco con relieves y en el ático un calvario flanqueado por dos altorrelieves que representaban la prisión y el martirio de San Juan Bautista. El convento fue adquirido en 1944 por la orden de los Capuchinos, que comenzaron a sufrir problemas originados por el alisamiento y elevación del terreno para construir en la plaza el popular mercado del Campillo, lo que unido a la mala calidad constructiva alentó a que pensaran en derribar el edificio y construir sobre el terreno un nuevo centro religioso y bloques de viviendas anexos.

## El templo actual
El derribo del convento e iglesia primitivos se hizo efectivo en 1961 y su patrimonio desperdigado. A partir de entonces, los capuchinos se embarcaron en un proyecto que tendría una enorme repercusión en el urbanismo de Valladolid. Éste fue encomendado ese mismo año al arquitecto vizcaíno Pedro Ispizua Susunaga, que planteó una espaciosa iglesia con aspecto de auditorio, con planta de trazado trapezoidal y abovedada con el tipo de arcos parabólicos que tanto utilizara Antonio Gaudí con función estructural y ornamental. La colosal fachada, abierta a la Plaza de España y articulada igualmente con grandes arcos parabólicos que alcanzan los cuarenta metros de altura, así como una cripta, salón de actos, una biblioteca en la tercera planta, una capilla en la quinta y dependencias funcionales que llegan hasta la calle Divina Pastora, todas ellas terminadas en 1963. El proyecto original, que no llegó a culminarse, incluía una ambiciosa torre más alta que la de la catedral.
El faraónico convento de capuchinos nunca llegó a integrarse en la fisionomía de la ciudad ni su estética fue bien asumida, siendo su principal vinculación con la ciudadanía el funcionamiento de un banco de alimentos y el servicio de ropero para los más necesitados. 
Durante dos décadas fue parroquia, pero en 2004 volvió a su condición de iglesia conventual. En 2012, los capuchinos, debido a la falta de vocaciones, decidieron poner en venta la iglesia y el edificio, pero finalmente no se llevó a cabo. En la actualidad, la iglesia mantiene culto regular a cargo de esta orden.